# L'Auberge du Pont de Collonges

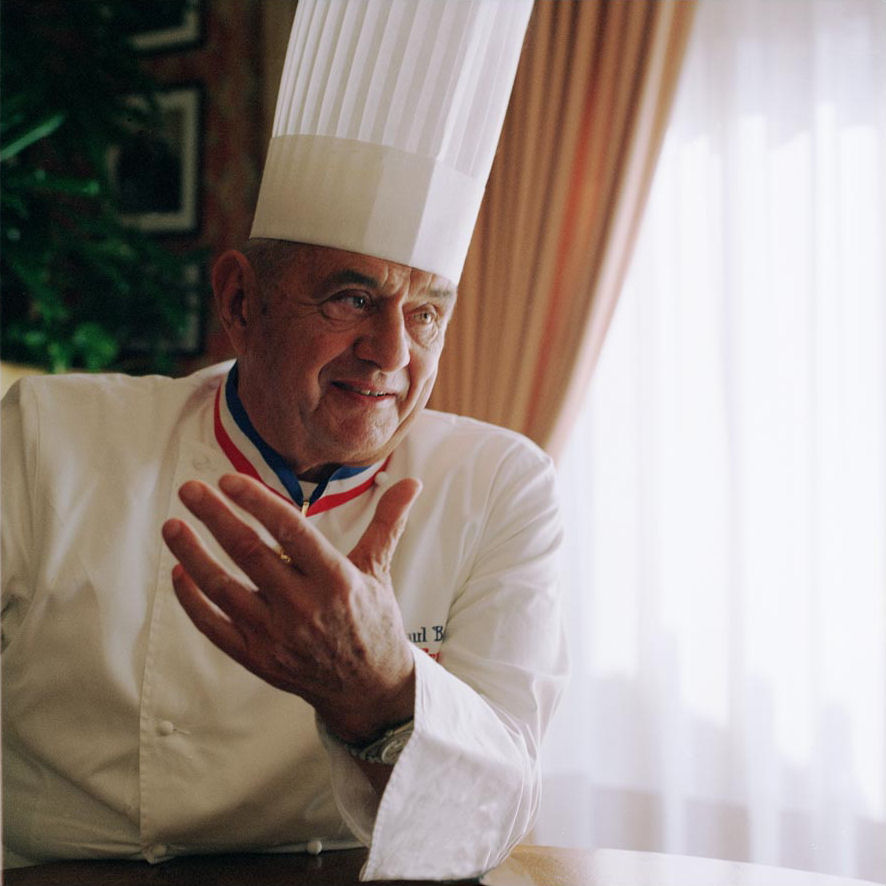
Paul Bocuse en 2007.

L’Auberge du Pont de Collonges ou Restaurant Paul Bocuse est un restaurant, à Collonges-au-Mont-d'Or, près de Lyon, fondé par Paul Bocuse.
Décorée de peintures et de sculptures de Paul Bocuse, cette auberge est considérée comme « un des temples de la cuisine française, ». De 1965 jusqu'en 2019, ce restaurant a eu trois étoiles au Guide Michelin. En 2020, le restaurant perd une étoile et retombe à deux étoiles.
L'Auberge du Pont de Collonges, fondée en 1924 sous le nom de « L'Hôtel du Pont » , a été repris en 1937 par Georges Bocuse, père de Paul Bocuse. C'est en 1965, après avoir été repris par son fils Paul Bocuse en 1957 et avoir obtenu trois étoiles au Guide Michelin, que le restaurant acquerra son nom de L'auberge du Pont de Collonges - Restaurant Paul Bocuse.
Le restaurant est depuis 2011 sous l'autorité du directeur Vincent Le Roux et du Chef de cuisine Gilles Reinhardt, meilleur ouvrier de France en 2004. Le restaurant pratique un service au guéridon, avec au moins deux découpes par menu.

## Galerie de photographies

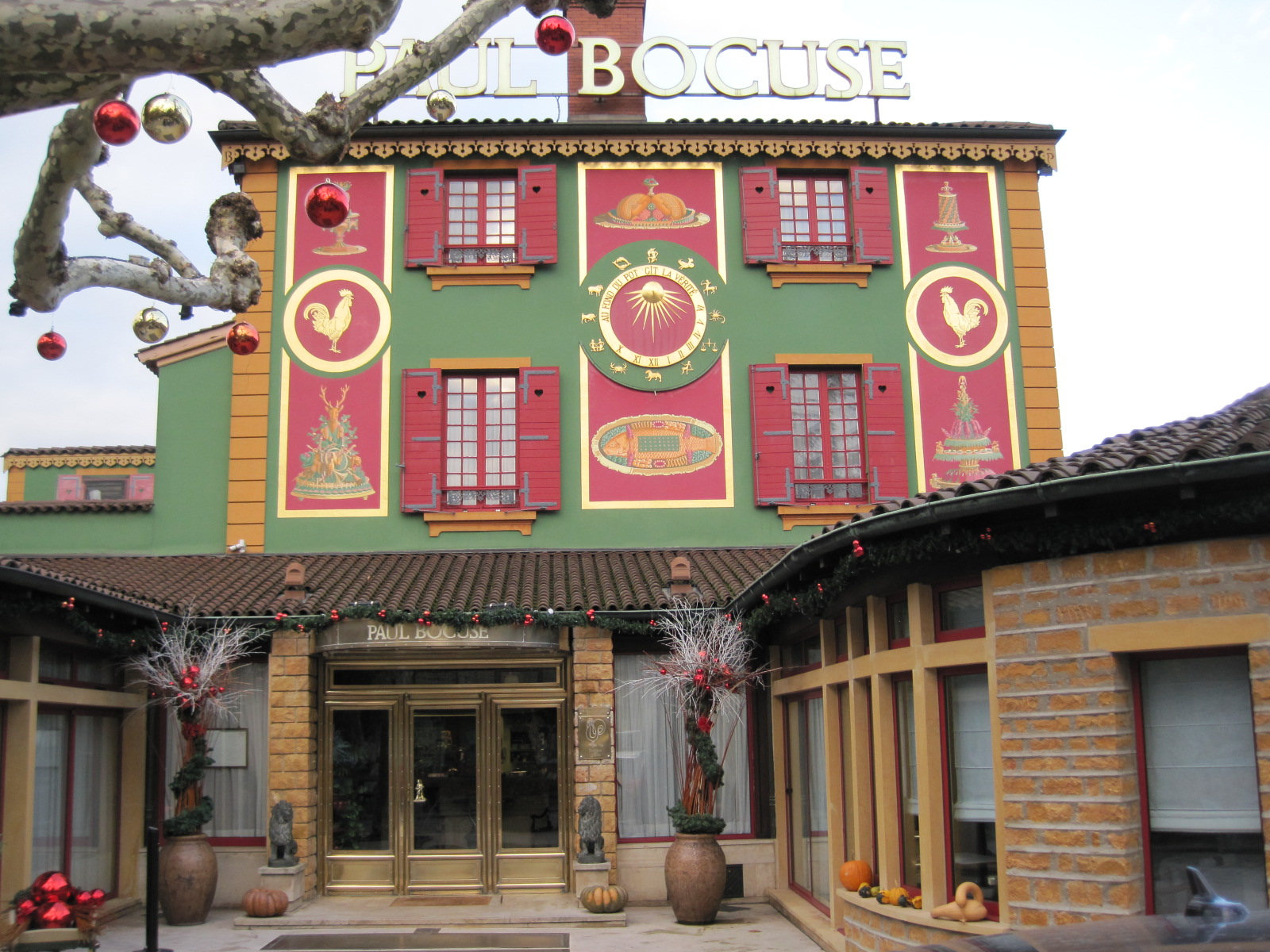
Entrée.
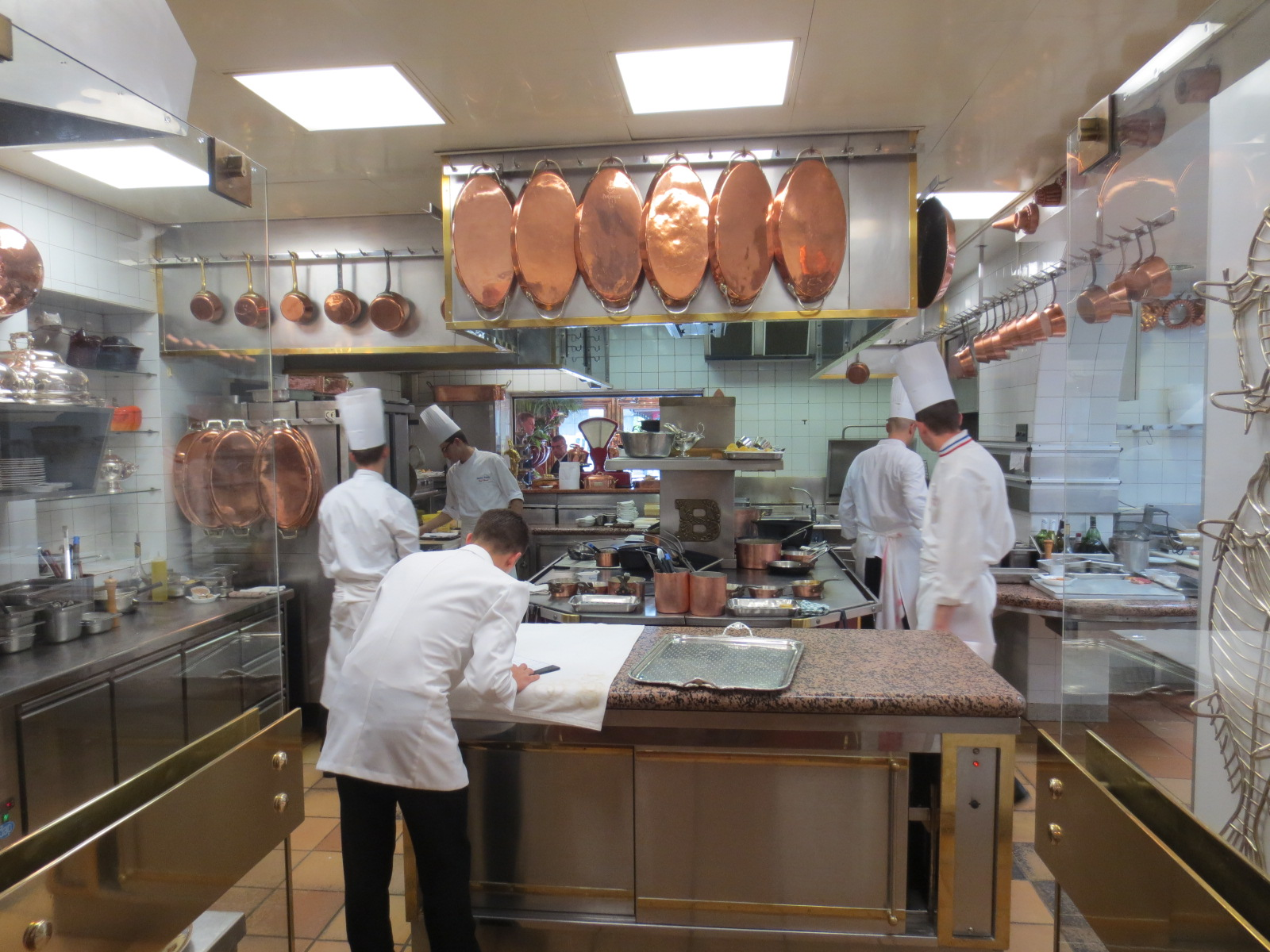
Cuisine.
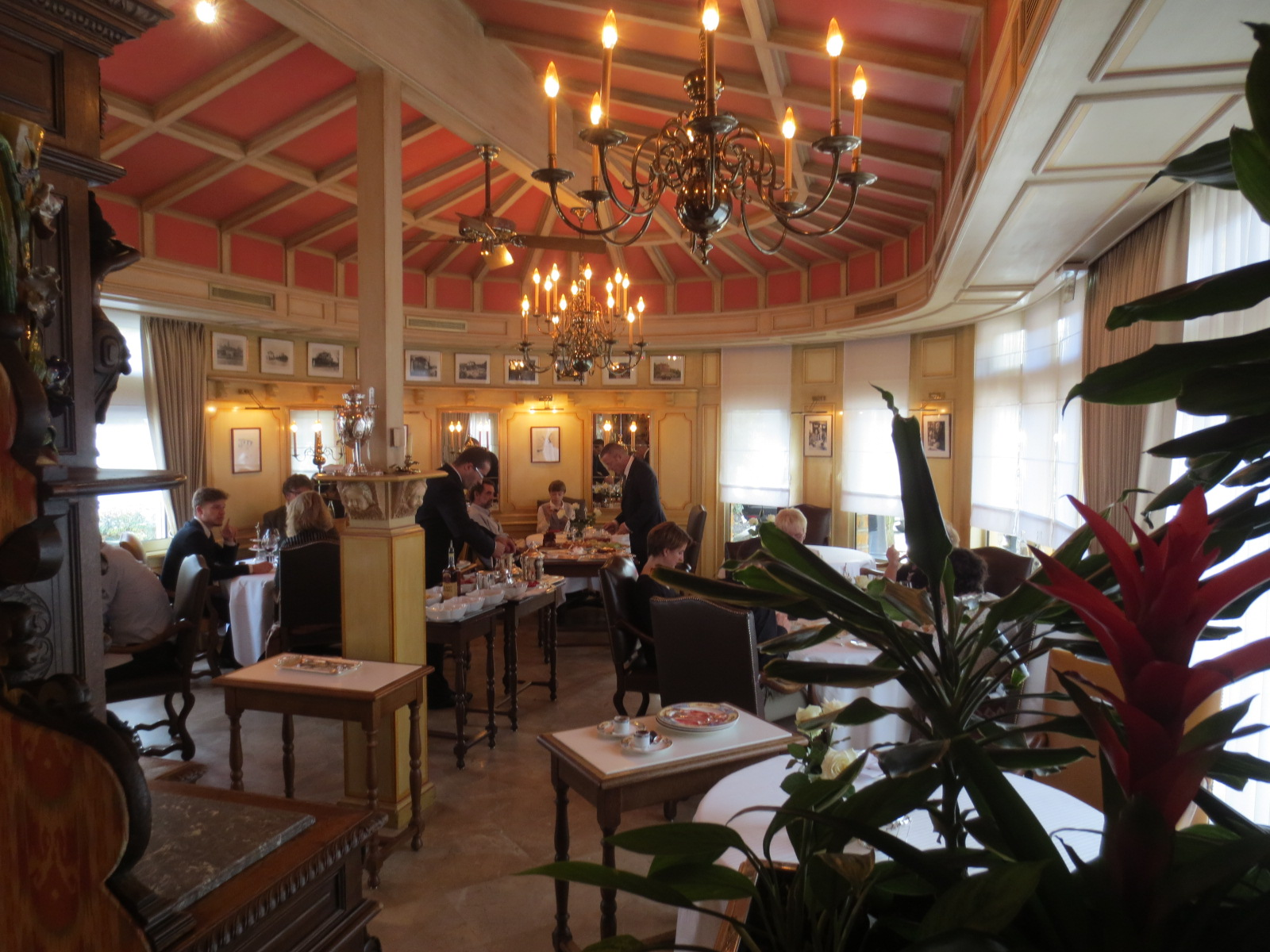
Restaurant (salle).
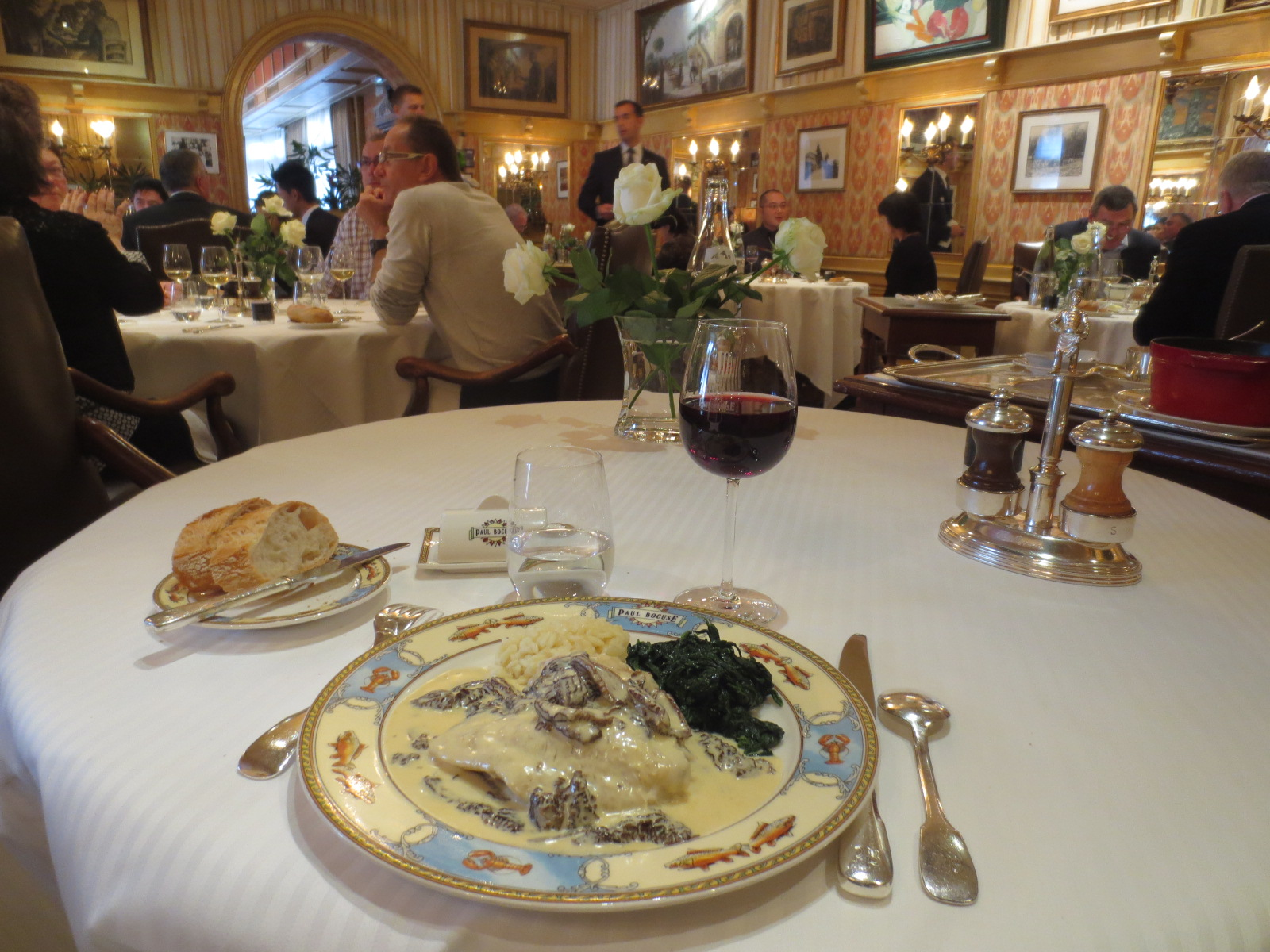
Perspective (1).
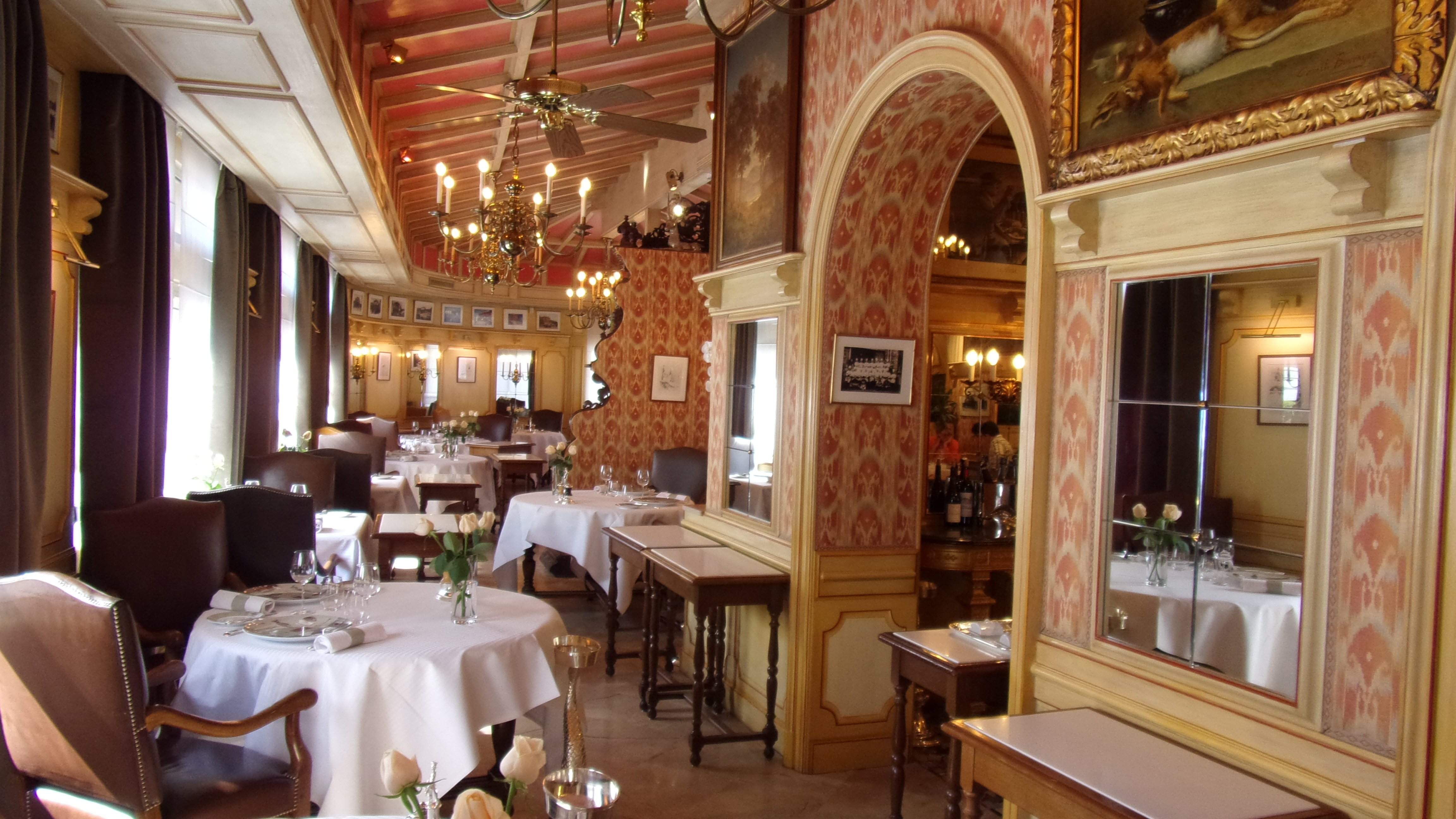
Perspective (2).
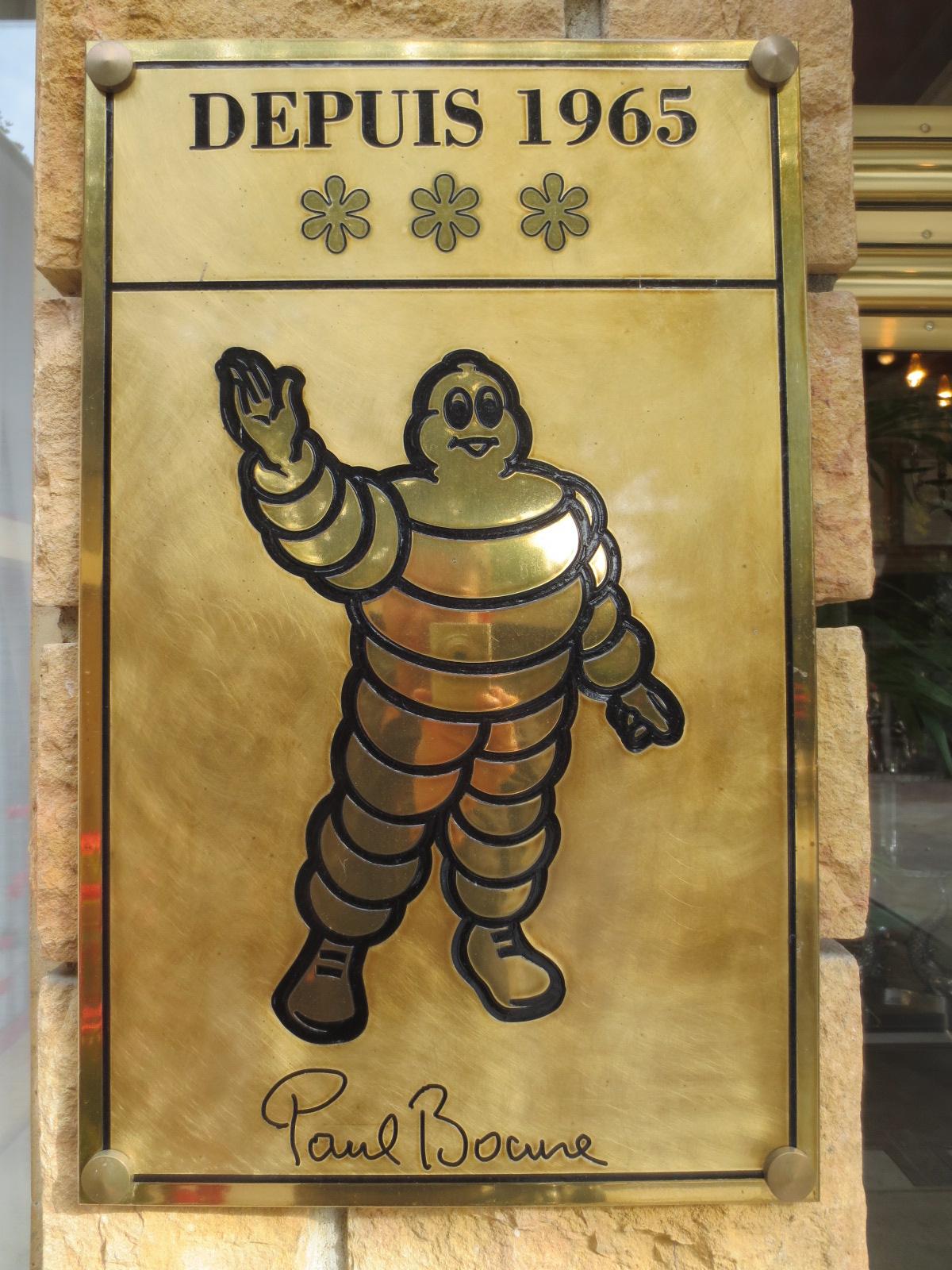
Trois étoiles depuis 1965.